# Simsala Grimm
Simsala Grimm is een van oorsprong Duitse animatieserie uit het jaar 1999. De serie bestaat uit diverse bekende sprookjes van de gebroeders Grimm.

## Inhoud
De sprookjes draaien om twee fantasiewezens, die de helden van de sprookjes worden en actief meewerken in het sprookje. De ene is de avontuurlijke harlekijn YoYo, naar eigen zeggen De grootste avonturier sinds ooit en Doc Croc, zijn slimme en verlegen maatje. Hij wordt ook wel Crocy genoemd. Ze komen in de sprookjeswereld terecht door een vliegend sprookjesboek en aan het einde verlaten ze de sprookjeswereld hier ook weer mee.

## Rolverdeling (stemmen)

### Nederlandse stemmen
| Personage                   | Nederlandse stemacteur/actrice |
| --------------------------- | ------------------------------ |
| Yoyo                        | Frans van Deursen              |
| Doc Croc                    | Luc Vandeput                   |
| Sprookjesboek               | Jeroen Keers                   |
| Overige Nederlandse stemmen | Frank Aendenboom               |
| Overige Nederlandse stemmen | Marjolein Algera               |
| Overige Nederlandse stemmen | Bram Bart                      |
| Overige Nederlandse stemmen | François Beukelaers            |
| Overige Nederlandse stemmen | Herbert Bruynseels             |
| Overige Nederlandse stemmen | Erik Burke                     |
| Overige Nederlandse stemmen | Ann Ceurvels                   |
| Overige Nederlandse stemmen | Herbert Flack                  |
| Overige Nederlandse stemmen | Paul van Gorcum                |
| Overige Nederlandse stemmen | Koos van der Knaap             |
| Overige Nederlandse stemmen | Mike Kuyt                      |
| Overige Nederlandse stemmen | Fred Meijer                    |
| Overige Nederlandse stemmen | Luk Van Mello                  |
| Overige Nederlandse stemmen | Hilde de Mildt                 |
| Overige Nederlandse stemmen | Niki Romijn                    |
| Overige Nederlandse stemmen | Manon Thomas                   |
| Overige Nederlandse stemmen | Rafaël Troch                   |
| Overige Nederlandse stemmen | Francesca Vanthielen           |
| Overige Nederlandse stemmen | Veerle Verheyen                |

De Nederlandse nasynchronisatie werd ingesproken bij JPS Producties

## Afleveringen

### Seizoen 1
| Aflevering (seizoen) | Aflevering (serie) | Titel                                                      |
| -------------------- | ------------------ | ---------------------------------------------------------- |
| 1                    | 1                  | Het dappere snijdertje                                     |
| 2                    | 2                  | Duimendik                                                  |
| 3                    | 3                  | Hans en Grietje                                            |
| 4                    | 4                  | De wolf en de zeven geitjes                                |
| 5                    | 5                  | De duivel met de drie gouden haren                         |
| 6                    | 6                  | De zes dienaren                                            |
| 7                    | 7                  | De meesterdief                                             |
| 8                    | 8                  | Raponsje                                                   |
| 9                    | 9                  | Koning Lijsterbaard                                        |
| 10                   | 10                 | Sprookje van iemand die erop uittrok om te leren griezelen |
| 11                   | 11                 | Repelsteeltje                                              |
| 12                   | 12                 | De gelaarsde kat                                           |
| 13                   | 13                 | Broertje en zusje                                          |

### Seizoen 2
| Aflevering (seizoen) | Aflevering (serie) | Titel                                                   |
| -------------------- | ------------------ | ------------------------------------------------------- |
| 1                    | 14                 | De Bremer stadsmuzikanten                               |
| 2                    | 15                 | Roodkapje                                               |
| 3                    | 16                 | Tafeltje dek je, ezeltje strek je en knuppel uit de zak |
| 4                    | 17                 | De trouwe Johannes                                      |
| 5                    | 18                 | De kristallen bol                                       |
| 6                    | 19                 | Het blauwe licht                                        |
| 7                    | 20                 | Assepoester                                             |
| 8                    | 21                 | Sneeuwwitje                                             |
| 9                    | 22                 | Doornroosje                                             |
| 10                   | 23                 | De zes zwanen                                           |
| 11                   | 24                 | De twee koningskinderen                                 |
| 12                   | 25                 | De kikkerkoning                                         |
| 13                   | 26                 | De ganzenhoedster                                       |

### Seizoen 3
- Uitgezonden in Duitsland. Hier zitten ook sprookjesverhalen van andere sprookjesschrijvers bij.

| Aflevering (seizoen) | Aflevering (serie) | Titel                                           |
| -------------------- | ------------------ | ----------------------------------------------- |
| 1                    | 27                 | Jaap en de bonenstaak                           |
| 2                    | 28                 | Bontepels                                       |
| 3                    | 29                 | De haas en de egel                              |
| 4                    | 30                 | De oude Sultan                                  |
| 5                    | 31                 | Vrouw Holle                                     |
| 6                    | 32                 | De wolf en de drie biggetjes                    |
| 7                    | 33                 | De vier kunstvaardige broers                    |
| 8                    | 34                 | De tovenaarsleerling                            |
| 9                    | 35                 | De Chinese nachtegaal                           |
| 10                   | 36                 | Belle en het Beest                              |
| 11                   | 37                 | De stukgedanste schoentjes                      |
| 12                   | 38                 | Gelukkige Hans                                  |
| 13                   | 39                 | De kleine Muck \ Der kleine Muck (Duitse titel) |
| 14                   | 40                 | Goudlokje en de drie beren                      |
| 15                   | 41                 | Aladin en de wonderlamp                         |
| 16                   | 42                 | Kalief Ooievaar \ Kalif Storch (Duitse titel)   |
| 17                   | 43                 | De trommelslager                                |
| 18                   | 44                 | Sneeuwwitje en Rozerood                         |
| 19                   | 45                 | Berenpels                                       |
| 20                   | 46                 | De kleine zeemeermin                            |
| 21                   | 47                 | Pinokkio                                        |
| 22                   | 48                 | IJzeren Hans                                    |
| 23                   | 49                 | De nieuwe kleren van de keizer                  |
| 24                   | 50                 | Jorinde en Joringel                             |
| 25                   | 51                 | De zingende springende leeuwerik                |
| 26                   | 52                 | De drie veren                                   |

## Productie en uitzending
De serie is door André Sikojev en Stefan Beiten geschreven en door Greenlight Media geproduceerd. De regie was in handen van Gerhard Hahn en Chris Doyle en werd door NDR co-geproduceerd. Er ontstonden 26 afleveringen verdeeld over twee seizoenen.
Het eerste seizoen in Duitsland werd van 1 november 1999 tot 17 november 1999 uitgezonden, het tweede tussen 5 en 20 juli 2000. De serie, waar aan het begin al internationale versies van werden gemaakt, werden geëxporteerd naar meer dan 120 landen.
Het eerste seizoen werd op video en dvd uitgegeven en er werd ook een hoorspel gemaakt van 18 van de 26 afleveringen. In Duitsland is er eind 2010 een tweede serie gemaakt van weer 26 afleveringen, geproduceerd door Greenlight Media.
In Nederland werd de serie tussen 2000 en 2002 uitgezonden door Kindernet. De belangrijkste stemmen in deze Nederlandstalige versie werden ingesproken door Frans van Deursen (Yoyo), Luc Vandeput (Doc Croc) en Jeroen Keers (sprookjesboek).